# One Of A Kind (지드래곤의 노래)
One Of A Kind(영어: 원 오브 더 카인드)은 대한민국의 음악 그룹 빅뱅의 G-Dragon의 노래이다. 이 노래는 2012년 9월 1일 발매된 그의 두 번째 솔로 음반 One Of A Kind에 수록 되어 있다.

## 배경
YG 엔터테인먼트는 2012년 8월 22일, YG 공식 블로그 'YG 라이프'를 통해 인트로에 해당하는 "One Of A Kind"의 30초 분량을 공개하며 지드래곤의 3년만의 솔로 컴백을 예고했다. 하지만 정확한 컴백 날짜는 물론, 앨범의 형태, 타이틀곡 등 아무런 정보도 공개하지 않아 팬들과 관계자들의 궁금증이 불러 일으켰는데, YG 엔터테엔먼트는 "지드래곤의 컴백에 대한 구체적인 사항은 8월 25일 완곡의 뮤직 비디오 공개 후 발표할 계획"이라고 밝혔다. 이후 뮤직 비디오는 8월 25일 자정 12시에 공개되었다. 음원은 지드래곤의 컴백을 암시하는 인트로 형식의 노래라는 이유로 뮤직 비디오 공개와 동시에 발매 하지 않았고, 추후 앨범 발매와 함께 발매되었다.
이 노래는 트렌디한 힙합 장르의 곡으로 차분하면서도 리듬감 있는 일렉트로닉 비트가 인상적이다. 공개 이후, "재주 많은 곰 (no) 곰보단 여우 / 난 재수없는 놈, 좀 비싼 몸(get out) / 네 형 네 누나 (아 왜 그래요) what's up 아 잘나가서 아 죄송해요 / 난 다르니까 그게 나니까 뭐만 했다 하면 난리 나니까 / 뭐만 했다 하면 난리 나니까 유행을 만드니까 다 바꾸니까 그니까 이 실력이 어디 갑니까 / 조그만 놈이 나와 무대를 휙휙 저어 맘에 영 안 들어 눈에 밟혀 고갤 돌려도, 이리저리 가는 곳곳 얘 음악 사진으로 도배돼 미친척해 / 라라라 예쁘게 좀 봐주세요. 욕하지 말아 주세요 / 라라라 귀엽게 받아주세요. 사랑해주세요"의 자신에 대한 세상의 관심과 부정적인 시선을 동시에 언급하였고, 뮤지션으로서 지드래곤의 직설적이고 자신감 넘치는 솔직한 랩가사로 화제를 모았다. 이에 대해 YG 관계자는 “대중의 사랑을 받지만 동시에 자신을 색안경을 끼고 보는 이들에게도 조금 너그러운 시선으로 자신을 바라봐 주기를 바라는 마음을 솔직하게 푼 곡”이라고 가사에 대해 설명했다.
지드래곤은 이 노래로 자신의 영향력을 과시하면서 강렬한 힙합 비트가 어우러지면서 국내, 해외 팬들과 언더그라운드 래퍼들에 뜨거운 반응을 얻었다. 바운스키즈의 우싸이드는 자신의 트위터에 “GD가 결국 한국 음악의 유행을 주도하는 건가.. 솔직히 멋있고 부럽다. GD가 일렉을 하든 힙합을 하든 그게 한국 가요의 지표가 되는 것 같아. 배 아프지만 인정할 건 인정”이라며 지드래곤의 영향력을 높이 평가했으며, 크리스피 크런치의 래퍼 CSP는 자신의 트위터에 “GD 뮤직비디오를 보니까 '한국에서 나 아닌 누구도 스웩을 논하지마'라고 하는 것 같다"”라는 글을 올렸다. 이어 만화가 홍승표는 “원 오브 어 카인드 가사. 건방지고 솔직하다. 이 정도의 뻔뻔함을 갖추면 무서운 사람이 된다. 예고편이 이 정도라니 본 앨범 수록곡들이 기대됨”이라며 지드래곤 뮤직비디오에 대해 평가했다. 이외에도 타블로, 쌈디, 산이, 싸이, 이센스, 긱스 릴보이, 우싸이드, 엠플로 버발, 김이나, 만화가 천계영, 김태호 PD 등의 수많은 동료 가수들과 연예계 관계자들이 지드래곤에게 찬사를 보냈다.